# Bramau
Die Bramau ist ein orographisch linker Nebenfluss der Stör in Schleswig-Holstein.
Der Fluss hat eine Länge von 15,1 km, der Höhenunterschied beträgt zehn Meter. Sie entsteht in Bad Bramstedt aus dem Zusammenfluss von Osterau und der hier Hudau genannten Schmalfelder Au. Im Unterlauf wird das Gewässer auch Stellau genannt, wonach auch der gleichnamige Wrister Ortsteil benannt ist. Östlich von Wittenbergen ca. 500 m vor der Mündung in die Stör überspannt seit 1585 die Rote Brücke den Flusslauf bei der sogenannten Bruderfurt.

## Name
Der Name leitet sich von ndd. Bråhm für 'Ginster, Dornbusch' ab. Die Bezeichnung Stellau für den Unterlauf wurde 1223
(Stillenow) zum ersten Mal schriftlich erwähnt. Sie leitet sich vom mittelniederdeutschen *(to dere) stillen ouwe „zu der stillen Au“ ab.

## Bilder

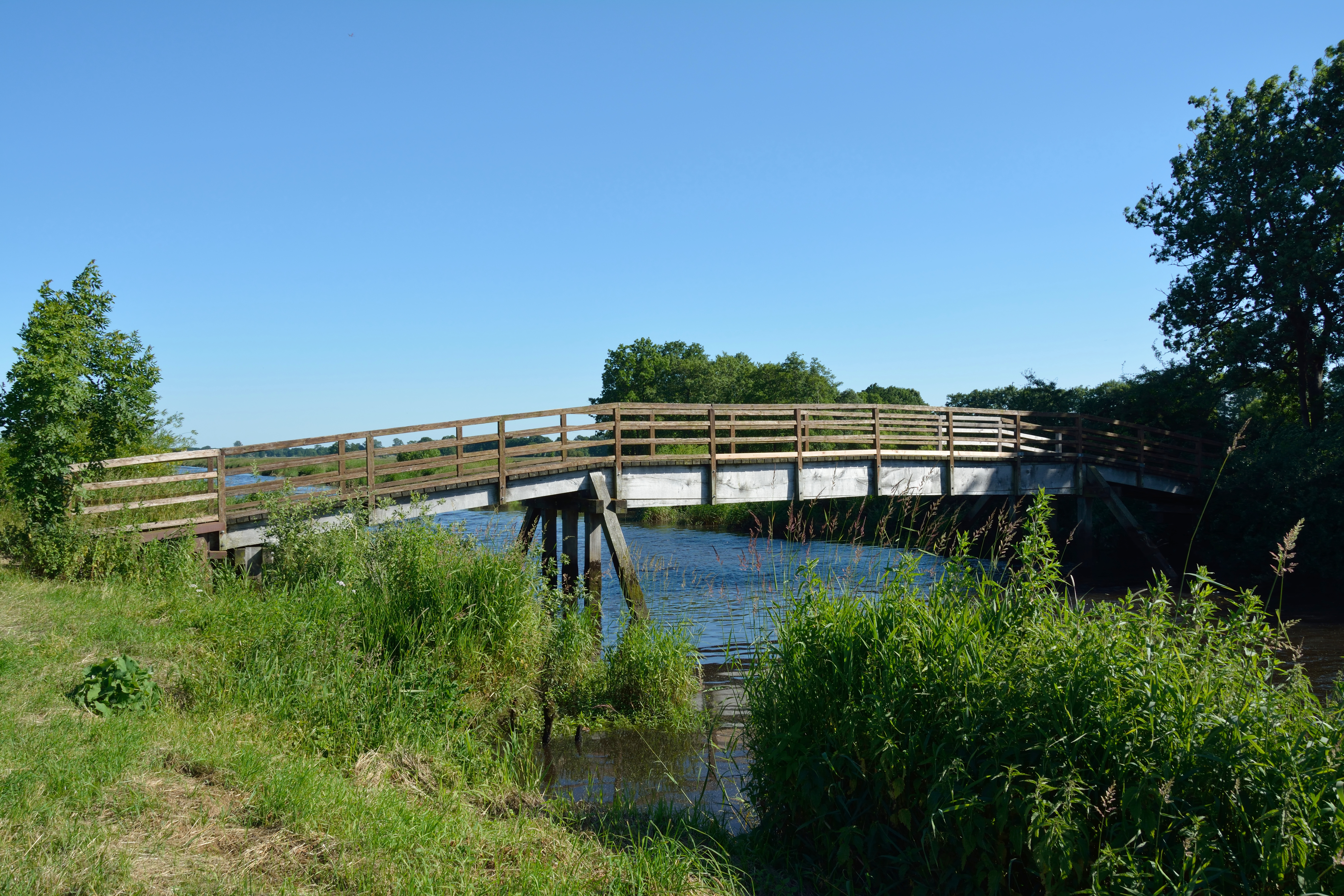
Die „Rote Brücke“ zwischen den Orten Auufer und Wrist
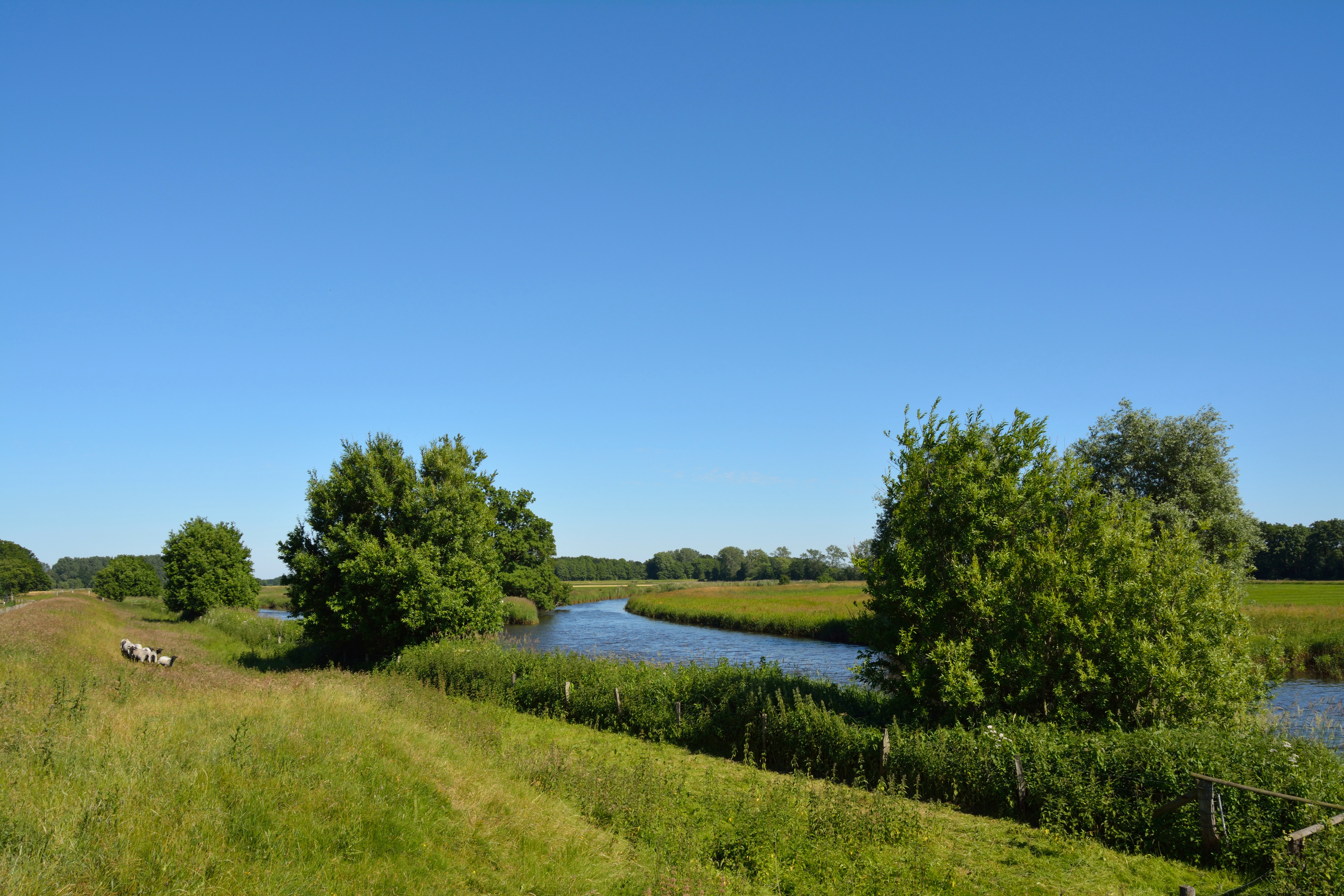
Mündung der Bramau in die Stör
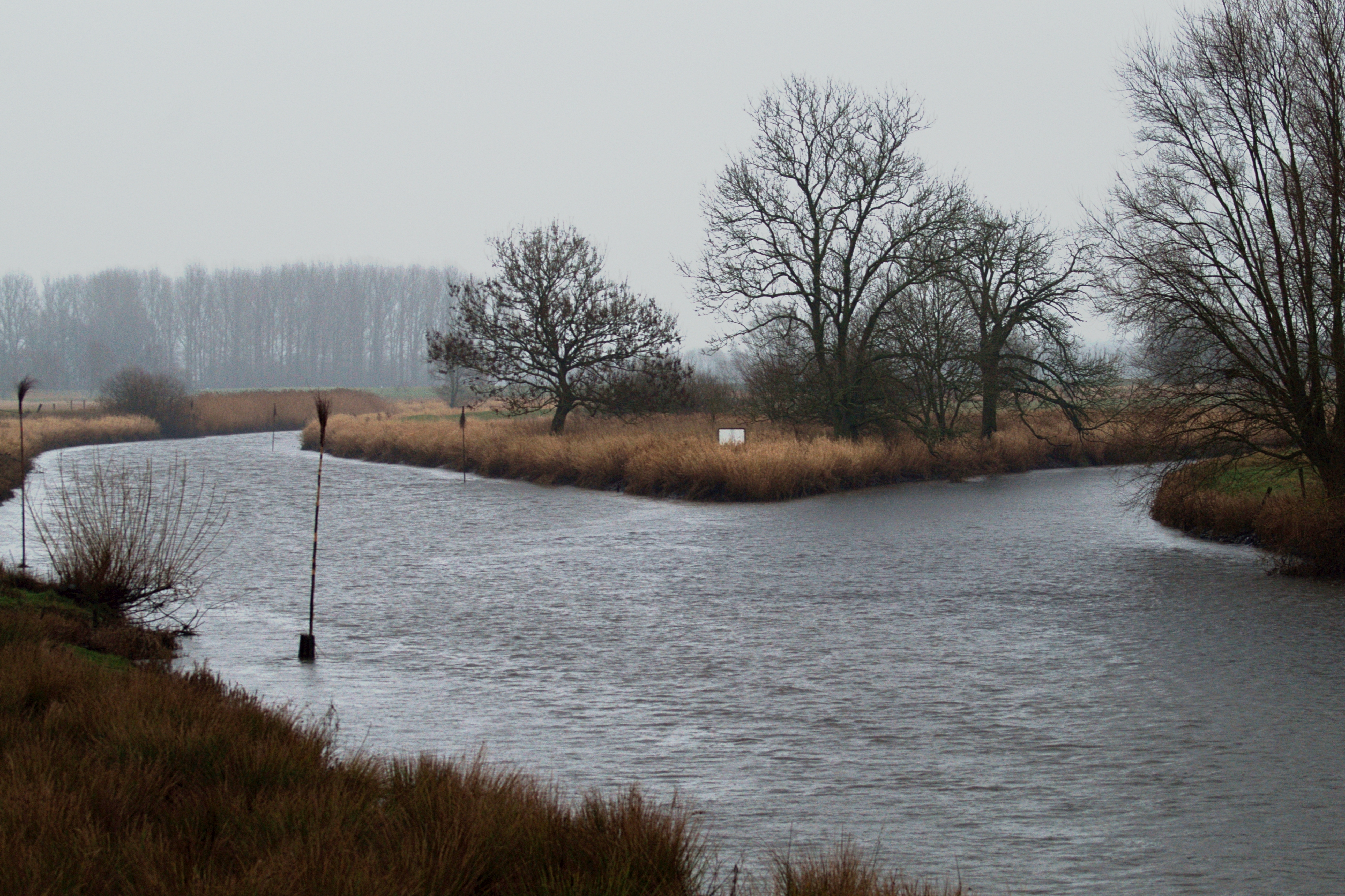
Zusammenfluss von Stör (links) und Bramau im Kellinghusener Ortsteil Grönhude
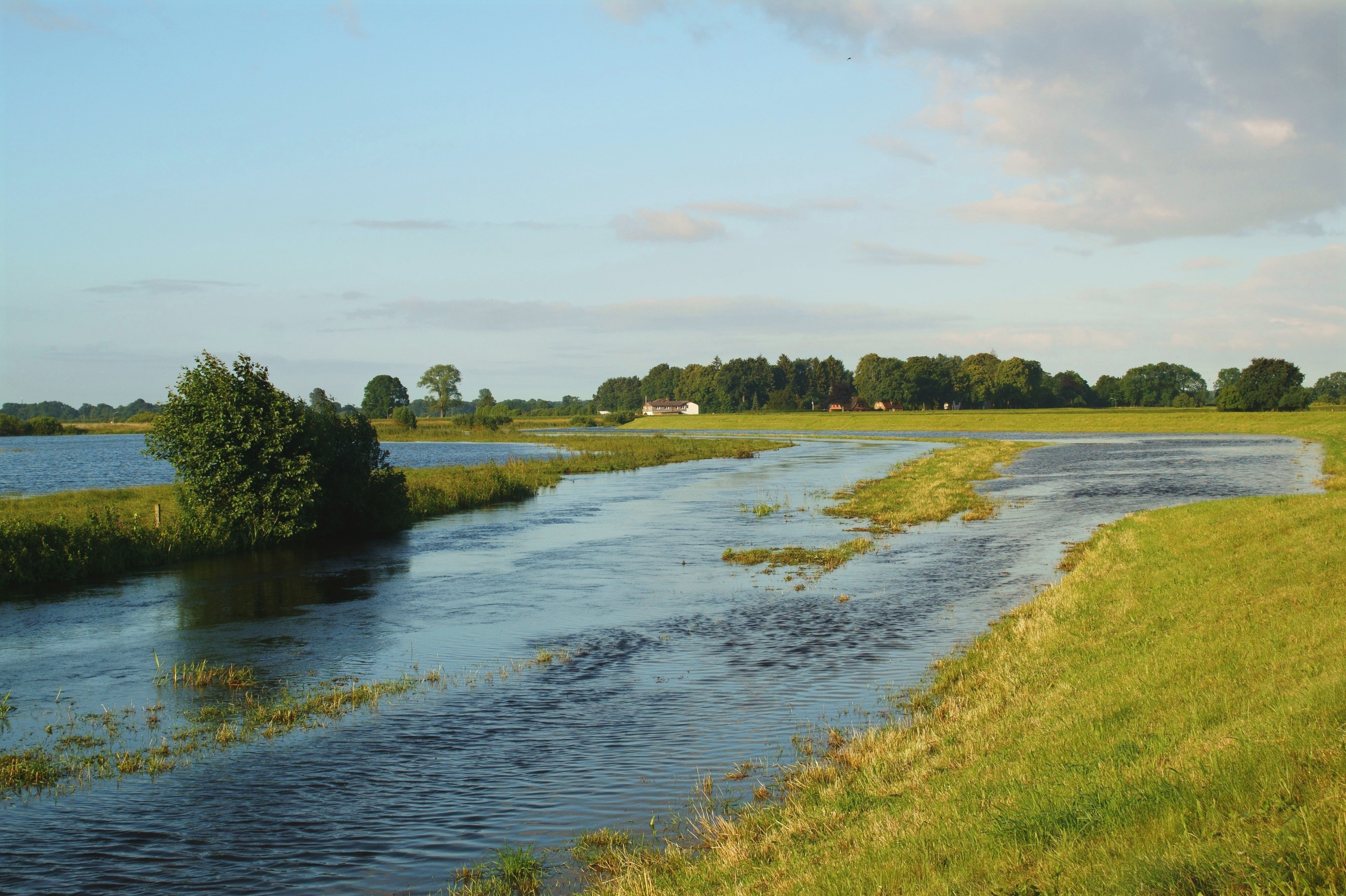
Überschwemmungsflächen der Bramau im Wrister Ortsteil Wurth
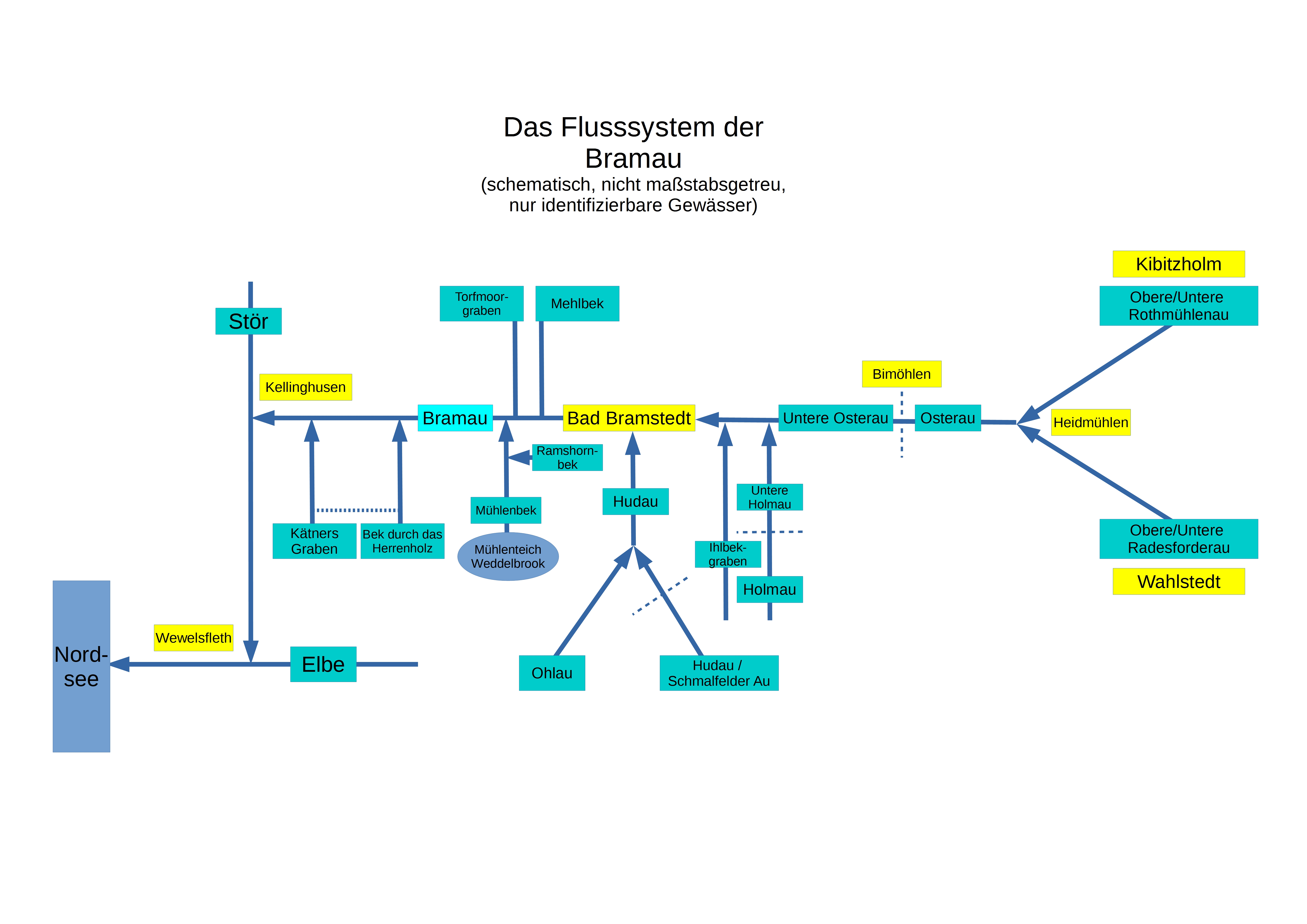
Schematische Darstellung des Flusssystems